# Fahlan Sakkreerin
Fahlan Sakkreerin est un boxeur thaïlandais né le 10 avril 1968 à Maha Sarakham.

## Carrière
Passé professionnel en 1988, il devient champion de Thaïlande des poids pailles en 1989 puis champion du monde IBF de la catégorie le 22 février 1990 après sa victoire par arrêt de l'arbitre au 7e round contre Eric Chavez. Sakkreerin conserve sa ceinture à 7 reprises avant d'être battu par Manny Melchor le 6 septembre 1992. Il combattra 4 autres fois pour un titre mondial mais sans succès (2 matchs nuls et 2 défaites) et mettra un terme à sa carrière sportive en 2005 sur un bilan de 54 victoires, 4 défaites et 3 matchs nuls.